# Petr Kadlec
Petr Kadlec (* 5. ledna 1977 v Praze) je bývalý český profesionální hokejista.

## Hráčská kariéra
Téměř celou svou dosavadní profesionální kariéru strávil v pražské Slavii, kde v letech 1995–2014 odehrál 19 sezón, významnou měrou se podílel na jejích úspěších včetně zisku dvou mistrovských titulů a poslední 4 sezóny byl kapitánem týmu. Výjimkou byla sezóna 1999–2000, jejíž většinu včetně play-off hostoval v HC Keramika Plzeň, kde vybojoval svou první extraligovou medaili (bronz). Od roku 2001 do roku 2006 pravidelně nastupoval za českou hokejovou reprezentaci (včetně mistrovství světa v roce 2003). V utkání proti Litvínovu 27. září 2011 nastoupil ke svému 900. extraligovému utkání a stal se tak teprve osmým hráčem v historii, který tohoto počtu zápasů dosáhl. Rok a půl poté si 10. března 2013 ve čtvrtfinále proti Kladnu připsal 1000. zápas a stal se pátým hráčem extraligy, který to dokázal. Po skončení sezóny 2013/14 se Kadlec rozhodl Slavii opustit a zamířil do Škody Plzeň, kde podle něj měli vyšší sportovní cíle než ve Slavii. V play off sezóny 2015/16 si ve třetím čtvrtfinálovém utkání na ledě Olomouce připsal své 1157. utkání, čímž se posunul před Petra Lešku na 2. místo v počtu odehraných zápasů v extralize. Do konce sezóny zvýšil počet startů na 1165, čímž na rekordmana Františka Ptáčka ztrácel 44 zápasů.

## Ocenění a úspěchy
- 2003 ČHL/SHL – Utkání hvězd české a slovenské extraligy
- 2003 ČHL - Nejlepší obránce
- 2009 ČHL - Nejlepší nahrávač mezi obránci
- 2014 ČHL - Nejvyšší průměr času na ledě
- 2014 ČHL - Nejlepší nahrávač mezi obránci
- 2024 Klub legend české extraligy [6]

## Prvenství
- Debut v ČHL - 13. října 1995 (HC Slavia Praha proti HC Kometa BVV Brno)
- První gól v ČHL - 20. října 1995 (HC ZKZ Plzeň proti HC Slavia Praha)
- První asistence v ČHL - 14. listopadu 1995 (HC Slavia Praha proti HC Olomouc)

## Klubová statistika
| Sezóna       | Klub                          | Soutěž       |       | Základní část | Základní část | Základní část | Základní část | Základní část |    | Play off | Play off | Play off | Play off | Play off |
| Sezóna       | Klub                          | Soutěž       | Z     | G             | A             | B             | TM            | Z             | G  | A        | B        | TM       |          |          |
| 1995–96      | HC Slavia Praha               | ČHL-20       | 23    | 2             | 12            | 14            | —             | —             | —  | —        | —        | —        |          |          |
| 1995–96      | HC Slavia Praha               | ČHL          | 24    | 1             | 2             | 3             | 6             | 3             | 0  | 0        | 0        | 0        |          |          |
| 1995–96      | HK Kaučuk Kralupy nad Vltavou | 1.ČHL        | 4     | 0             | 1             | 1             | 0             | —             | —  | —        | —        | —        |          |          |
| 1996–97      | HC Slavia Praha               | ČHL-20       | —     | —             | —             | —             | —             | —             | —  | —        | —        | —        |          |          |
| 1996–97      | HC Slavia Praha               | ČHL          | 39    | 0             | 3             | 3             | 18            | —             | —  | —        | —        | —        |          |          |
| 1996–97      | HC Berounští Medvědi          | 1.ČHL        | 5     | 0             | 2             | 2             | —             | —             | —  | —        | —        | —        |          |          |
| 1997–98      | HC Slavia Praha               | ČHL          | 51    | 5             | 12            | 17            | 22            | 5             | 1  | 2        | 3        | 2        |          |          |
| 1998–99      | HC Slavia Praha               | ČHL          | 48    | 2             | 14            | 16            | 22            | —             | —  | —        | —        | —        |          |          |
| 1999–00      | HC Slavia Praha               | ČHL          | 12    | 0             | 0             | 0             | 10            | —             | —  | —        | —        | —        |          |          |
| 1999–00      | HC Keramika Plzeň             | ČHL          | 39    | 6             | 21            | 27            | 32            | 7             | 0  | 4        | 4        | 0        |          |          |
| 2000–01      | HC Slavia Praha               | ČHL          | 45    | 8             | 19            | 27            | 32            | 10            | 1  | 3        | 4        | 34       |          |          |
| 2001–02      | HC Slavia Praha               | ČHL          | 52    | 5             | 25            | 30            | 63            | 9             | 0  | 3        | 3        | 14       |          |          |
| 2002–03      | HC Slavia Praha               | ČHL          | 49    | 4             | 19            | 23            | 46            | 17            | 1  | 6        | 7        | 26       |          |          |
| 2003–04      | HC Slavia Praha               | ČHL          | 36    | 3             | 18            | 21            | 32            | 17            | 2  | 5        | 7        | 14       |          |          |
| 2004–05      | HC Slavia Praha               | ČHL          | 52    | 2             | 14            | 16            | 40            | 7             | 0  | 2        | 2        | 8        |          |          |
| 2005–06      | HC Slavia Praha               | ČHL          | 50    | 4             | 17            | 21            | 73            | 15            | 4  | 3        | 7        | 10       |          |          |
| 2006–07      | HC Slavia Praha               | ČHL          | 52    | 2             | 15            | 17            | 60            | 2             | 0  | 0        | 0        | 0        |          |          |
| 2007–08      | HC Slavia Praha               | ČHL          | 40    | 2             | 15            | 17            | 60            | 19            | 2  | 7        | 9        | 22       |          |          |
| 2008–09      | HC Slavia Praha               | ČHL          | 50    | 3             | 27            | 30            | 70            | 18            | 1  | 11       | 12       | 18       |          |          |
| 2009–10      | HC Slavia Praha               | ČHL          | 52    | 4             | 16            | 20            | 82            | 15            | 3  | 12       | 15       | 26       |          |          |
| 2010–11      | HC Slavia Praha               | ČHL          | 42    | 2             | 21            | 23            | 64            | 19            | 1  | 8        | 9        | 30       |          |          |
| 2011–12      | HC Slavia Praha               | ČHL          | 45    | 7             | 20            | 27            | 50            | —             | —  | —        | —        | —        |          |          |
| 2012–13      | HC Slavia Praha               | ČHL          | 46    | 7             | 20            | 27            | 126           | 11            | 3  | 6        | 9        | 4        |          |          |
| 2013–14      | HC Slavia Praha               | ČHL          | 46    | 5             | 22            | 27            | 64            | 3             | 1  | 3        | 4        | 2        |          |          |
| 2014–15      | HC Škoda Plzeň                | ČHL          | 48    | 3             | 24            | 27            | 46            | 4             | 1  | 3        | 4        | 6        |          |          |
| 2015–16      | HC Škoda Plzeň                | ČHL          | 43    | 3             | 21            | 24            | 34            | 11            | 0  | 7        | 7        | 6        |          |          |
| 2016–17      | HC Škoda Plzeň                | ČHL          | 39    | 2             | 17            | 19            | 18            | 11            | 1  | 4        | 5        | 8        |          |          |
| 2017–18      | HC Škoda Plzeň                | ČHL          | 25    | 0             | 9             | 9             | 12            | 10            | 0  | 3        | 3        | 4        |          |          |
| Celkem v ČHL | Celkem v ČHL                  | Celkem v ČHL | 1,025 | 80            | 391           | 471           | 1,094         | 213           | 22 | 92       | 114      | 234      |          |          |

## Reprezentace
První zápas v národním týmu: 11. prosince 1997 Česko - Kanada (Plzeň).
| Rok                       | Tým                       | Soutěž                    | Z | G | A | B | TM |
| ------------------------- | ------------------------- | ------------------------- | - | - | - | - | -- |
| 1997                      | Česko 20                  | MSJ                       | 7 | 0 | 0 | 0 | 6  |
| 2003                      | Česko                     | MS                        | 9 | 1 | 6 | 7 | 12 |
| Seniorská kariéra celkově | Seniorská kariéra celkově | Seniorská kariéra celkově | 9 | 1 | 6 | 7 | 12 |